# Julklappsboken
Julklappsboken är en novell skriven av Selma Lagerlöf 1933 och skildrar hur Selma Lagerlöf firade jul när hon var liten. Den återfinns i samlingar som En jul när jag var liten och Julklappsboken och andra berättelser.

## Handling
Huvudpersonen är Selma Lagerlöf själv. Av berättelsen framgår att Selma är yngst av alla som firar på Mårbacka, men att hon är tillräckligt gammal för att ha hunnit läsa franska ett år i skolan, och älskar att läsa.
I början av berättelsen beskrivs hur det går till vid julfirande på Mårbacka, Selma Lagerlöfs barndomshem. Det beskrivs vad de äter, vilka som är där och hur man delar ut julklappar. En gammal tradition på Mårbacka är att efter julmiddagen sitter man kvar och inväntar julklappsutdelningen.
Två jungfrur som är utklädda till julbockar kommer in och bär på stora korgar fyllda med julklappar. Selmas mamma delar ut paket till alla runt bordet. Selma vet precis vad det är hon vill ha som mest, en bok. Selmas familj har en gammal tradition att på julkvällen får man ligga och läsa hur länge man vill. Men Selma öppnar paket efter paket och hon får bara massa sysaker. 
Det sista paketet ska delas ut och Selma har fortfarande inte fått en bok. Selma ser direkt på paketet att det är en bok, hon är övertygad om att den inte är till henne. Men paketet är adresserat till henne, hon river upp pappret. Det är en fransk sagobok. 
Selma kan bara lite franska, men hon upptäcker de vackra bilderna i boken och blir intresserad. De kommande dagarna översätter hon boken, när hon tagit sig igenom den har hon lärt sig mer franska än vad hennes lärare lärt henne på ett år.

## Ljudupptagning
Julklappsboken finns även inläst av Selma Lagerlöf, i en version som sändes i Sveriges Radio annandag jul 1936.

## Böcker
Novellen Julklappsboken ingår i följande samlingar:
- Selma Lagerlöf (1933): Julklappsboken. I: 1001 böcker för Sveriges ungdom: julklappsboken: ett barndomsminne. Helja Jacobson & Anna Landergren
- Selma Lagerlöf (1992): Julklappsboken. I: En jul när jag var liten. Harriet Alfons & Margot Henrikson: Rabén & Sjögren. Stockholm. Illustrerad av Fibben Hald. ISBN 9129620597
- Selma Lagerlöf (2011): Julklappsboken. I: Julens bästa berättelser. Ordalaget Bokförlag. Stockholm. ISBN 9789174690088

## Översättningar
- Danska: Selma Lagerlöf (1993): Julegavebogen I: Jul da jeg var lille, Gyldendal
- Franska: Selma Lagerlöf (1994): Le livre de Noël  I: Le livre de Noël, Arles: Actes Sud ISBN 9782742703043
- Nederländska: Selma Lagerlöf (2002): Het kerstcadeau I: Het kerstcadeau en andere verhalen, Amsterdam: Atlas ISBN 978-9045009414
- Italienska: Selma Lagerlöf (2012): Il libro di Natale I: Jul da jeg var lille, Milano: Iperborea ISBN 9788870915105
- Tyska:  Selma Lagerlöf (2011): Das Buch zu Weihnachten. Eine Kindheitserinnerung. I: Gabriel Haefs, Christel Hildebrandt & Dagmar Mißfeldt (2011): Weihnachten im hohen Norden. Geschichten. Stuttgart: Reclam. ISBN 9783150108314